# Zoofobija
Zoofobija predstavlja strah od životinja, sa značenjem pretjeranog, neobrazloženog i bolesnog straha.

## Vrste zoofobija
Rijetko se javlja strah od svih životinja, pa tako postoje karakteristične fobije kao što su:
- ailurofobija - strah od mačaka
- apifobija - strah od pčela
- arahnofobija - strah od paukova
- bakteriofobija - strah od bakterija
- baktrahofobija - strah od gmazova
- knidofobija - strah od uboda kukaca
- kinofobija - strah od pasa
- entomofobija - strah od kukaca
- ekvinofobija - strah od konja
- helmintofobija - strah od crva
- ihtiofobija - strah od riba
- motefobija - strah od moljaca
- musofobija - strah od miševa
- ofidiofobija - strah od zmija
- ornitofobija - strah od ptica
- parazitofobija - strah od parazita
- pedikulofobija - strah od ušiju
- pteronofobija - strah od perja
- rodentofobija - strah od glodavaca
- sfeksofobija - strah od stršljenova